# Cuero
Cuero ist die Bezirkshauptstadt und Sitz der Countyverwaltung (County Seat) des DeWitt County im Bundesstaat Texas in den Vereinigten Staaten. Das U.S. Census Bureau hat bei der Volkszählung 2020 eine Einwohnerzahl von 8128 ermittelt.

## Geographie
Die Stadt liegt nahezu zentral im County im Südosten von Texas, ist etwa 100 Kilometer vom Golf von Mexiko entfernt und hat eine Gesamtfläche von 12,8 km².

## Geschichte
Benannt wurde der Ort nach dem Cuero Creek. Als die Gulf, Western Texas and Pacific Railway ihre Strecke Indianola–San Antonio erweiterte, wählte man Cuero als Nachschubbasis und Bahnhof aus. Einer der ersten Einwohner der neuen Stadt war Gustav Schleicher, ein deutsch-amerikanischer Ingenieur, Unternehmer, Rechtsanwalt und Politiker. Unterstützt wurde die neue Stadt auch durch Robert Justus Kleberg, einem Soldaten im texanischen Unabhängigkeitskrieg („Held von San Jacinto“) und Amerikanischen Bürgerkrieg, Vorsitzender der texanischen Landkommission (1838), Oberrichter des Austin Countys (1846), Commissioner des DeWitt Countys (1848) und Oberrichter des DeWitt Countys (1853–1854), der später hier wohnte und verstarb.

## Demographie
Nach der Volkszählung im Jahr 2000 lebten hier 6.571 Menschen in 2.500 Haushalten und 1.695 Familien. Die Bevölkerungsdichte betrug 513,6 Einwohner pro km². Ethnisch betrachtet setzte sich die Bevölkerung zusammen aus 67,25 % weißer Bevölkerung, 16,71 % Afroamerikanern, 0,61 % amerikanischen Ureinwohnern, 0,52 % Asiaten, 0,00 % Bewohnern aus dem pazifischen Inselraum und 12,84 % aus anderen ethnischen Gruppen. Etwa 2,07 % waren gemischter Abstammung und 34,73 % der Bevölkerung waren spanischer oder lateinamerikanischer Abstammung.
Von den 2.500 Haushalten hatten 33,0 % Kinder unter 18 Jahre, die im Haushalt lebten. 47,2 % davon waren verheiratete, zusammenlebende Paare. 16,0 % waren allein erziehende Mütter und 32,2 % waren keine Familien. 29,2 % aller Haushalte waren Singlehaushalte und in 16,6 % lebten Menschen, die 65 Jahre oder älter waren. Die Durchschnittshaushaltsgröße betrug 2,54 und die durchschnittliche Größe einer Familie belief sich auf 3,13 Personen.
27,1 % der Bevölkerung waren unter 18 Jahre alt, 8,5 % von 18 bis 24, 24,4 % von 25 bis 44, 20,3 % von 45 bis 64, und 19,7 % die 65 Jahre oder älter waren. Das Durchschnittsalter war 38 Jahre. Auf 100 weibliche Personen aller Altersgruppen kamen 86,1 männliche Personen. Auf 100 Frauen im Alter von 18 Jahren und darüber kamen 80,6 Männer.

Das jährliche Durchschnittseinkommen eines Haushalts betrug 24.931 USD, das Durchschnittseinkommen einer Familie 29.500 USD. Männer hatten ein Durchschnittseinkommen von 26.154 USD gegenüber den Frauen mit 16.551 USD. Das Prokopfeinkommen betrug 14.286 USD. 26,8 % der Bevölkerung und 21,5 % der Familien lebten unterhalb der Armutsgrenze. Davon waren 34,6 % Kinder und Jugendliche unter 18 Jahren und 20,1 % waren 65 oder älter.

## Söhne und Töchter der Stadt
- John J. Bell (1910–1963), Rechtsanwalt und Politiker
- Guy Cordon (1890–1969), US-Senator für Oregon
- Leo Frank (1884–1915), Jude, dessen Ermordung in Marietta (Georgia) zur öffentlichen Fokussierung auf den aufkommenden Antisemitismus in den Vereinigten Staaten und in späterer Folge zur Gründung der Anti-Defamation League führte.
- Fred Hansen (* 1940), Leichtathlet
- Barr McClellan (* 1939), Unternehmer, Rechtsanwalt und Autor
- Jo Morrow (* 1939), Film- und Theaterschauspielerin
- Sam Neely (1948–2006), Country-Sänger, Songwriter und Produzent
- Mary F. Wheeler (* 1938), Mathematikerin
- Roy Benavídez (1935–1998), Träger der Medal of Honor